# Hobart Devils
Die Hobart Devils waren eine professionelle Basketball-Mannschaft der australasischen National Basketball League (NBL) aus der im australischen Bundesstaat Tasmanien gelegenen Stadt Hobart. Das Team trat in der der Saison 1983 erstmals in der NBL an und löste sich nach der Saison 1996 wieder auf. Von 1987 bis 1995 trat das Team unter der Bezeichnung Hobart Tassie Devils an.

## Saisonbilanzen
- Meister der NBL
- Vizemeister der NBL

| Saison | Platz | Spiele | Siege | Niederlagen | Siegquote in % | PlayOffs           |
| ------ | ----- | ------ | ----- | ----------- | -------------- | ------------------ |
| 1983   | 8     | 22     | 2     | 20          | 9,1            | nicht qualifiziert |
| 1984   | 6     | 23     | 4     | 19          | 17,4           | nicht qualifiziert |
| 1985   | 14    | 26     | 2     | 24          | 7,7            | nicht qualifiziert |
| 1986   | 11    | 26     | 9     | 17          | 34,6           | nicht qualifiziert |
| 1987   | 7     | 26     | 14    | 12          | 53,8           | nicht qualifiziert |
| 1988   | 9     | 24     | 10    | 14          | 41,7           | nicht qualifiziert |
| 1989   | 10    | 24     | 8     | 16          | 33,3           | nicht qualifiziert |
| 1990   | 12    | 26     | 8     | 18          | 30,8           | nicht qualifiziert |
| 1991   | 12    | 26     | 8     | 18          | 30,8           | nicht qualifiziert |
| 1992   | 11    | 24     | 9     | 15          | 37,5           | nicht qualifiziert |
| 1993   | 13    | 26     | 6     | 20          | 23,1           | nicht qualifiziert |
| 1994   | 14    | 26     | 2     | 24          | 7,7            | nicht qualifiziert |
| 1995   | 14    | 26     | 4     | 22          | 15,4           | nicht qualifiziert |
| 1996   | 12    | 26     | 8     | 18          | 30,8           | nicht qualifiziert |

## Trainerhistorie
- Keith Scott: 1983
- Danny Adamson: 1984
- Charlie Ammit: 1985
- Dave Adkins: 1986–1989
- Gordie McLeod: 1989
- Tom Maher: 1989–1991
- Cal Bruton: 1992–1993
- Bill Tomlinson: 1993–1996

## Heimanrena
- Kingborough Sports Centre (1983–88)
- Derwent Entertainment Centre (1989–96)